# 奥行臼駅

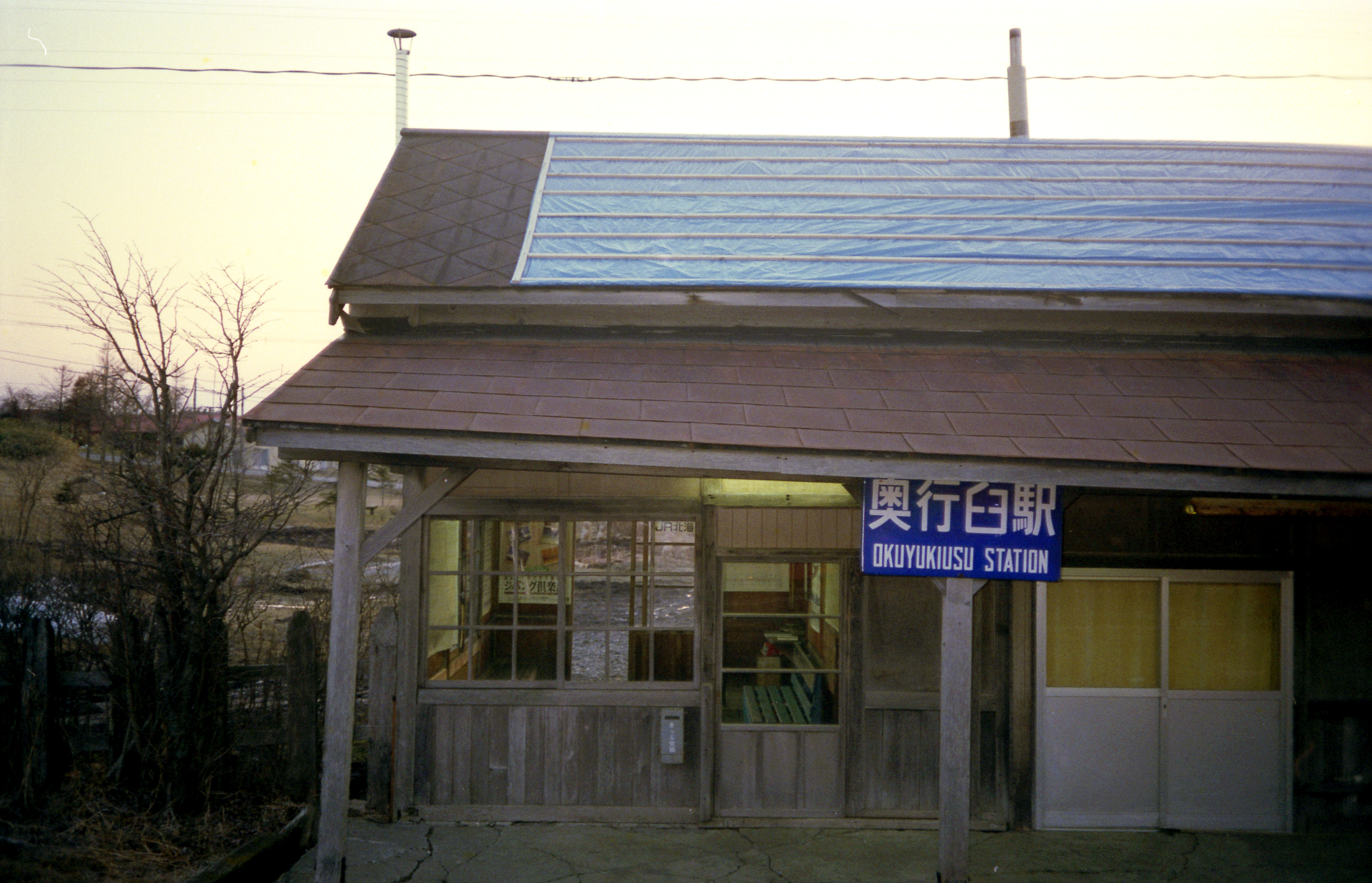
廃止前の駅舎（ホーム側から撮影）
（1989年3月）

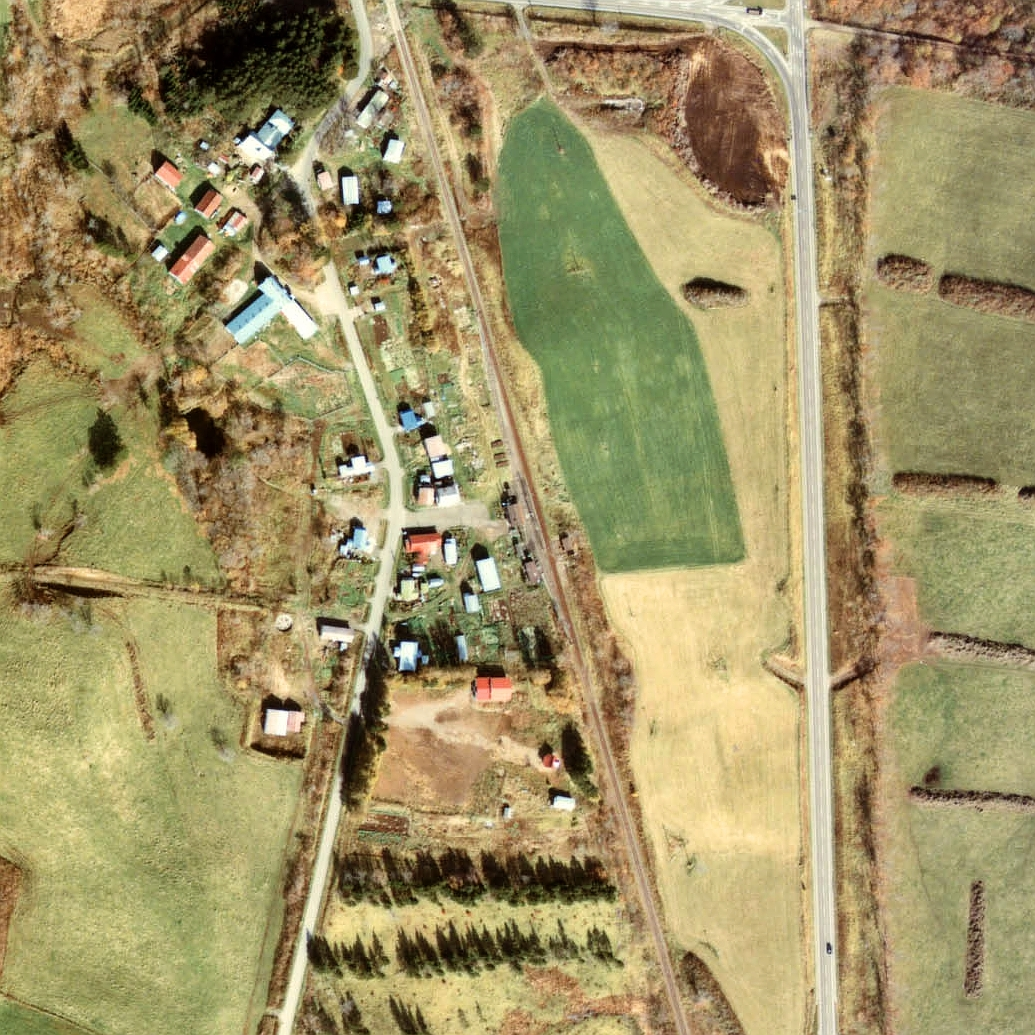
1977年の奥行臼駅と周囲約500m範囲。上が中標津方面。左中央から駅前道路に向かって別海村営軌道風連線の軌道跡と転車台跡が残っている。道路の手前の建物の辺りが停車場で、さらに貨物用軌道跡が道を横切った辺りからカーブを描いて駅前に向かっているのが見て取れる。

奥行臼駅（おくゆきうすえき）は、北海道野付郡別海町奥行にかつて存在した、北海道旅客鉄道（JR北海道）標津線の駅（廃駅）である。電報略号はオユ。事務管理コードは▲111724。かつては、別海村営軌道が当駅で接続していた。

## 歴史
- 1933年（昭和8年）12月1日：国有鉄道の駅として開業[1]。一般駅[1]。
- 1955年（昭和30年）度：前年度まで無電燈駅であったが、同年度に電燈駅化。当駅他道内5駅の電燈化によって、国鉄線から無電燈駅が消滅した[3]。
- 1959年（昭和34年）4月1日：民間に業務委託化[4]。当幌駅・上武佐駅とともに釧路鉄道管理局管内初の業務委託駅となる[5]。
- 1974年（昭和49年）9月：貨物用側線が廃止・撤去される。
- 1980年（昭和55年）4月30日：貨物の取り扱いを廃止[1]。
- 1984年（昭和59年）2月1日：荷物の取り扱いを廃止[1]。
- 1986年（昭和61年）11月1日：無人駅化[6]。
- 1987年（昭和62年）4月1日：国鉄分割民営化に伴い、北海道旅客鉄道（JR北海道）の駅となる[1]。
- 1989年（平成元年）4月30日：標津線の廃止に伴い、廃駅となる[7][8]。
- 1990年（平成2年）2月：旧駅舎・詰所とホームを別海町の有形文化財に指定することが決まる[9]。
- 2024年（令和6年）9月：「奥行臼の交通施設群」として土木学会選奨土木遺産に認定された[10]。

### 駅名の由来
当駅が所在した地名（奥行）より。地名はアイヌ語の「ウコイキウㇱイ（ukoyki-us-i）」（けんかする・いつもする・所）に由来する。この地で根室ポロモシリ村のアイヌと、厚岸のアイヌが戦をしたとされることによる。

## 駅構造
貨物及び荷物取り扱い廃止までは、島状の1面1線の単式ホームと、駅舎とホームの間に貨物積降線1本、及びホーム外側に厚床側から引き入れた留置線を有した。駅舎は構内の西側（中標津方面に向かって左側）にあって地面に直接建てられ、ホーム中央の駅舎側に設けられた階段へ、線路を横切る形で連絡した。駅舎横の中標津寄りには、ホーム状の貨物積降場が設けられていた。
貨物及び荷物取り扱い廃止後は貨物積降線が撤去され、路線廃止まで本線と留置線の構造であった（現在遺構に立てられている看板に書かれた「貨物引込線」とは、駅舎とホーム間の貨物積降線のことである）。
1963年から1971年まで、別海町上風連まで繋がる殖民軌道風連線（別海村営軌道）の停車場と、そこから駅前を横切って当駅の貨物積降場まで伸びる貨物用線があった。

## 利用状況
乗車人員の推移は以下のとおり。年間の値のみ判明している年については、当該年度の日数で除した値を括弧書きで1日平均欄に示す。乗降人員のみが判明している場合は、1/2した値を括弧書きで記した。
| 年度               | 乗車人員 | 乗車人員 | 出典   | 備考 |
| 年度               | 年間     | 1日平均  | 出典   | 備考 |
| ------------------ | -------- | -------- | ------ | ---- |
| 1978年（昭和53年） |          | 9        | [ 12 ] |      |

## 駅周辺
- 国道243号
- 根室交通「奥行」停留所
- 奥行臼駅逓

## 現況

### 保存
- 木造駅舎・詰所と線路が廃止時のまま保存されている。さらに側線を復元敷設している。
- 貨物ホームの先には、春別駅跡から移築した職員用風呂場が設置された。
- 駅舎内には運賃表、時刻表が掲示されてあり、来訪記念スタンプが置かれている。
- 出札窓口のガラスにJRマークのステッカーが若干剥がれかけているものの残っている。その他にも「JR北海道」のステッカーが貼ってあるガラスがある。
- 駅舎・詰所とホームは、別海町の有形文化財に指定されている[9]。
- 駅近くには、別海村営軌道の自走客車と機関車、貨車が保存されている[13]。

### 史跡公園化
2021年、別海町教育委員会は、旧奥行臼駅逓所（国指定史跡）、旧国鉄奥行臼駅（町指定文化財）、旧別海村営軌道風蓮線奥行停留所（町指定文化財）などが集中する約23ヘクタールを「奥行臼史跡公園」として整備する方針を固めた。

## 隣の駅
北海道旅客鉄道
標津線（支線）
別海駅 - 奥行臼駅 - 厚床駅